# 미시오 신학교
미시오 신학교 (Missio Seminary)는 미국 펜실베니아주 필라델피아에 있는 초교파 복음주의 신학 대학원이며 목회와 선교에 강조를 두고 있다. 2018년 학교명을 비블리칼 신학교(Biblical Theological Seminary)에서 미시오 신학교로 개명하였다. 웨스트민스터 신학교와 함께 필라델피아에서는 잘 알려진 신학교이다. 명예총장은 프랑크 제임스 박사(Dr. Frank A. James III)이며 현재 총장은 클래런스 라이트 박사(Dr. Clarence E. Wright)이다. 한국에서 활동하는 대표적인 동문으로는 김승욱(분당할렐루야교회 담임), 이한영(아신대 교수), 심상법(총신대 명예교수), 한정건(고신대 은퇴교수), 이신열(고신대 교수), 오경환(총신대 교수) 등이 있다. 

## 역사
필라델피아의 웨스트민스터신학교는 메이천 박사가 세운 설립이념이 변화되고 신자의 자유, 천년설, 변증학 등에 이상한 조류가 흐른다고 판단하여 훼이스 신학교를 세우게 된다. 그리고 이 훼이스신학교조차 독단적인 학사운영과 극보수를 추구한다는 이유로 새로운 신학교가 세워지게 되었는데, 1971년 미국 훼이스 신학교의 총장이었던 알랜 맥그래이 박사와 성경 복음주의 연합회의 잭 W. 머레이의 주도하에 맥그래이 총장을 따르는 훼이스 신학교의 학생들과 함께 필라델피아 북서쪽에 세운 학교가 비블리컬 신학교(Biblical Theological Seminary)이다. 1978년 펜실베니아 주 당국으로부터 교육인가를 받았다. 프린스톤신학교의 마지막 주자였던 알랜 맥크래 박사는 구 프린스톤신학교의 계승을 위해 웨스트민스터신학교의 설립에 동참했지만 결국 또 다른 갈등으로 새로운 보수주의 신학교를 세우게 된 것이다. 한 때 스위스 라브리(L'Abri Fellowship) 공동체를 세웠던 프란시스 쉐이퍼(Francis A. Schaeffer. 1912-1984)의 은사이기도 한 맥크래 박사는 셈어학(The Semifics)의 세계적 권위자이기도 하다. 2018년 이름을 미시오 (Missio) 신학교로 개칭하고, 펜실베니아 햇필드(Hatfield)에서 필라델피아 시내로 (421 N. 7th St. Suite 700) 이전하였다.

## 같이 보기
- 알랜 맥그래이
- 훼이스 신학교